# Zorica (metulj)
Zorica (znanstveno ime Anthocharis cardamines) je dnevni metulj iz družine belinov.

## Opis
Zorica meri preko kril med 30 in 46 mm. Zgornja stran kril je pretežno bele barve. Trup je kosmat in sive barve. Samci imajo, za razliko od samic, zunanjo polovico sprednjih kril oranžne barve. Sprednja krila so ob telesu temno sivo poprhnjena, na sredi sprednjih kril se nahaja črna pega, v zunanjem kotu pa črno siv pas, ki je pri samicah širši kot pri samcih. Spodnja stran zadnjih kril je pri obeh spolih rumenkasto olivnozeleno do črnozeleno marmorirana.
Samice odlagajo jajčeca posamično na hranilne reastline gosenic. Te se hranijo z listi rastlin iz družine križnic. V Sloveniji tako gosenice najpogosteje najdemo na vrstah iz rodov penuša (Cardamine), repnjak (Arabis), srebrenka (Lunaria) in na česnovki (Alliaria petiolata).

Jajčeca so sprva bele barve, po nekaj dneh pa postanejo živo oranžna. Tik pred izvalitvijo se obarvajo rjavo. Pri tej vrsti se pogosto dogaja, da ob srečanj dveh gosenic v boju za hrano ena poje drugo. Iz istega razloga bo gosenica pojedla še neizležena jajčeca, če bo na njih naletela. Prav zato samice po odložitvi jajčeca na rastlino oddajo poseben feromon, ki odvrne druge samice od odlaganja na isto rastlino. Gosenica gre v skozi pet ciklov razvoja. Zabubi se zgodaj poleti v bližini hranilne rastline, kjer ostane do spomladi, ko se iz nje razvije odrasel metulj. Znanstveniki so ugotovili, da lahko buba počiva tudi do dve leti preden se iz nje razvije metulj.
- Samec
- Samec (podvrsta)

## Razširjenost
Zorica je vrsta, ki je razširjena po celi Evropi in preko osrednje Azije vse do Japonske.
V Sloveniji je dokaj pogosta in splošno razširjena vrsta metulja. Najdemo jo lahko tako po vlažnih kot suhih travnikih in grmščih, ob močvirjih, gozdnih jasah in tudi po gorskih travnikih, kjer jo lahko opazimo med marcem in junijem.

## Podvrste
- A. c. progressa (Sovinsky 1905)
- A. c. septentionalis (Wnukowsky 1927)
- A. c. phoenissa (von Kalchberg 1894)
- A. c. alexandra (Hemming 1933)
- A. c. hibernica (Williams 1915)
- A. c. koreana (Matsumura 1925)
- A. c. kobayashii (Matsumura 1925)
- A. c. isshikii (Matsumura 1925)
- A. c. hayashii (Fujioka 1970)